# SCR-536

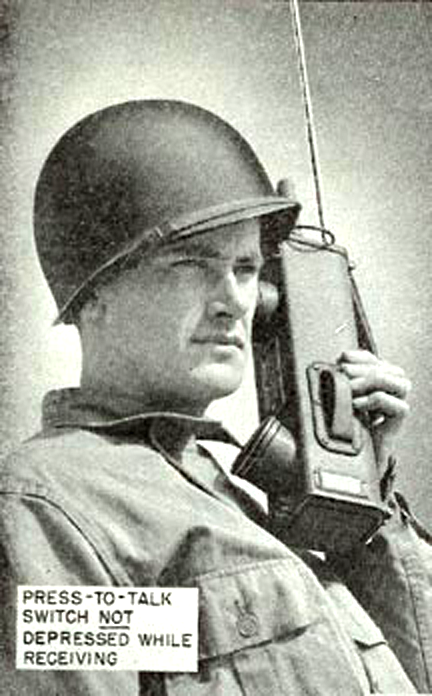
SCR-536 "handie talkie".

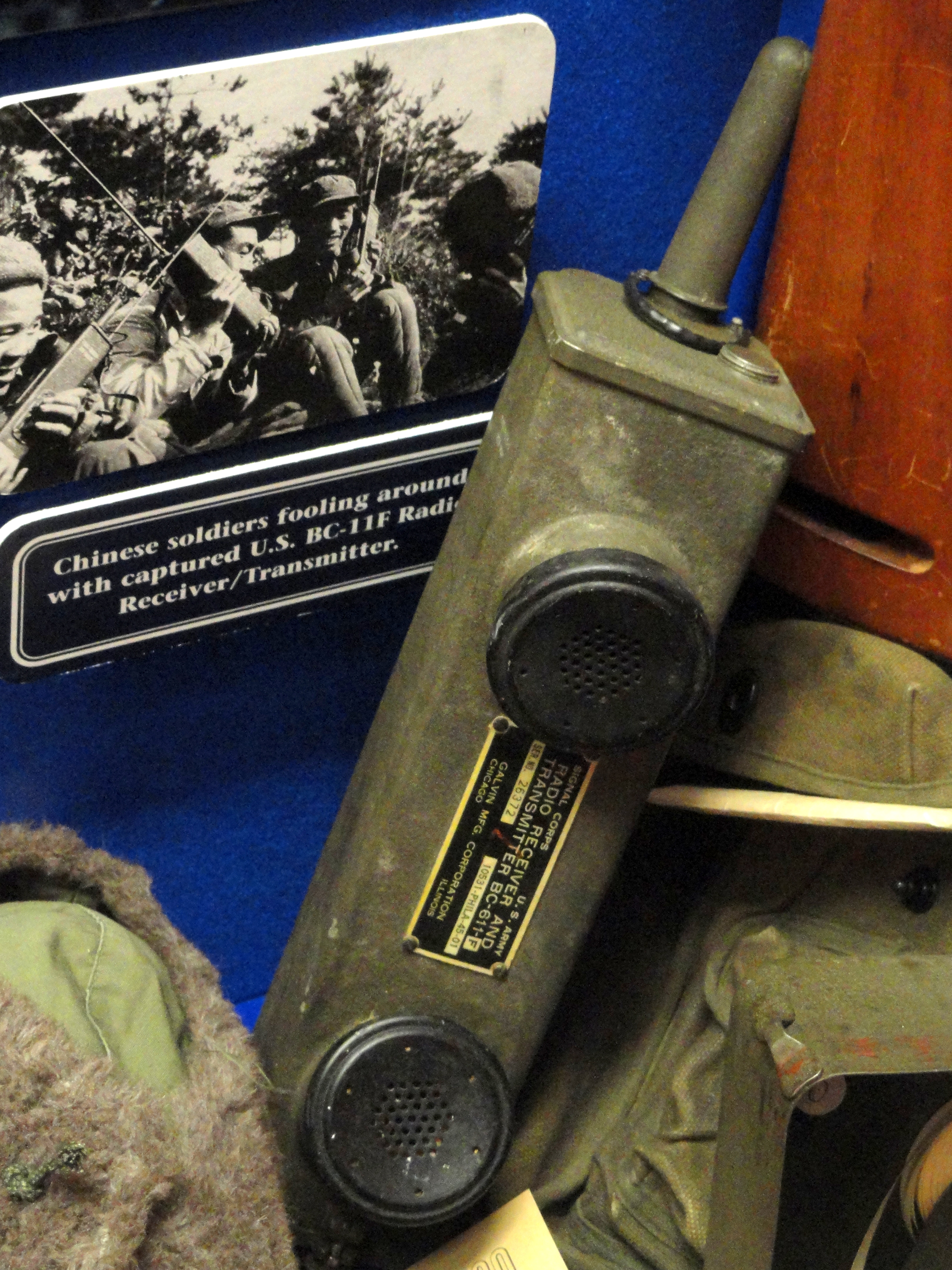
BC-611 en exhibición en el Museo Nacional de Criptología

El SCR-536 era un transceptor portátil de radio utilizado por el Cuerpo de Señales de Ejército de Estados Unidos en la Segunda Guerra Mundial. Se le conoce popularmente como walkie talkie, aunque originalmente fue designado como "handie talkie". Hoy en día, el SCR-536 a menudo es restaurado y operado por entusiastas de la radio amateur y coleccionistas militares de radio.

## Historia
El SCR-536 a menudo se considera el primero de los radios bidireccionales de mano, autocontenidos, "handie talkie" modernos. Fue desarrollado en 1940 por un equipo dirigido por Don Mitchell, ingeniero en jefe de Galvin Manufacturing (ahora Motorola) y fue la primera unidad de mano verdadera en tener un uso generalizado. En julio de 1941, estaba en producción masiva. En noviembre de 1942, el SCR-536 recibió cobertura en la revista de radio amateur QST. Apareció en la portada y en la publicidad del Signal Corps, y apareció como parte de un artículo sobre este cuerpo. "La unidad de campo más pequeña del Signal Corps", en la que se lee un pie de foto: "No es mucho más grande o más pesado que un teléfono convencional". 
Fue incorporado en las primeras olas que atacaron la Playa de Omaha en Normandía en junio de 1944 (y en Italia, Sicilia y África Del norte). Cada compañía de fusileros de la 29ª división de infantería de los Estados Unidos tenía seis; uno para cada uno de los tres pelotones de fusileros, dos para el pelotón de armas y uno para la compañía CO. Los alemanes quedaron profundamente impresionados por el SCR-536 y el SCR-300 después de capturar varias unidades en Sicilia . Para el final de la guerra, 130.000  unidades habían sido fabricadas por Motorola y otras empresas.

## Especificaciones
El SCR-536, que incorporaba cinco tubos de vacío en una carcasa impermeable, no tenía un interruptor de alimentación separado. En cambio, la radio se encendía al sacar la antena y se apagaba al plegarla. El SCR-536 pesaba 2,3 kg con baterías y 1,75 kg sin ellas. La unidad funcionaba en el modo AM en el rango de frecuencia entre 3,5 y 6 MHz. El SCR-536 tenía una potencia de salida de 360 milivatios. El rango de alcance de la unidad varía con el terreno; desde unos pocas decenas de metros, a aproximadamente 1,5 km sobre tierra y 4,5 km sobre el agua. El corto alcance se debía a la antena corta: al transmitir muestra una baja resistencia a la radiación, por lo que se acopla al espacio libre con baja eficiencia. Lo mismo ocurre con la recepción, con una explicación alternativa: cuanto más corta es la antena receptora, menos energía puede captar ("recoger") y, por lo tanto, entregar al receptor.
Bajo el Sistema de Nomenclatura del Ejército, el transceptor BC-611 fue el componente central del conjunto del radio SCR-536 del Signal Corps. El número del manual técnico de Signal Corps era TM 11-235.

## Componentes
- Caja BX-48 para cristales y tubos de repuesto (5-sets)
- Caja BX-49 para cristales y tubos de repuesto (24-sets)
- Bolsa BG-162 para baterías (BA-37, BA-38)
- Arcón CH-146 para equipo
- CH-233 cofre para tubos de repuesto, cristales, (400 artículos)
- Estuche de paracaídas CS-144
- Estuche de lona CS-156
- Estuche CH-312 para la unidad de sintonización IE-37